# Долар (реактивність)
Долар — одиниця реактивності для ядерного реактора, відкалібрована відповідно до інтервалу між умовами сповільненої та швидкої критичності. Нуль доларів визначається як поріг повільної критичності, що означає стабільну швидкість реакції. Один долар визначається як поріг швидкої критичності, що означає ядерний екскурс або вибух. Один цент це1⁄100.

## Значення і використання
Кожен ядерний поділ виробляє кілька нейтронів, які можуть поглинатися, виходити з реактора або продовжувати викликати більше поділів у ланцюговій реакції. Коли в середньому один нейтрон від кожного поділу продовжує викликати інший поділ, реактор ледве «критичний», і ланцюгова реакція відбувається на постійному рівні потужності.
Більшість нейтронів, що утворюються під час поділу, є «швидкими», тобто утворюються з продуктами поділу менш ніж приблизно за 10 наносекунд («струс» часу), але деякі продукти поділу виробляють додаткові нейтрони, коли вони розпадаються протягом кількох хвилин після свого створення розщеплення. Ці нейтрони з уповільненим вивільненням, кілька відсотків від загальної кількості, є ключовими для стабільного контролю ядерного реактора. Без сповільнених нейтронів у реакторі, який ледь перевищував критичний, потужність реактора зростала б експоненціально на мілісекундах або навіть мікросекундах – надто швидко, щоб контролювати це за допомогою поточних або найближчих технологій. Таке швидке збільшення потужності може статися і в реальному реакторі, коли ланцюгова реакція підтримується без допомоги запізнілих нейтронів. Це миттєва критичність, найбільш екстремальним прикладом якої є ядерна зброя, що вибухає, де значні зусилля при проектуванні спрямовані на те, щоб підтримувати активну зону в миттєвій критичності якомога довше, поки не розпадеться найбільший досяжний відсоток матеріалу.
За визначенням, реактивність в нуль доларів ледве знаходиться на межі критичності як для швидких, так і для сповільнених нейтронів. Реактивність менше нуля доларів є підкритичною; рівень потужності зменшуватиметься експоненціально, і тривала ланцюгова реакція не відбудеться. Один долар визначається як поріг між відкладеною та швидкою критичністю. При миттєвій критичності в середньому кожне поділ викличе рівно один додатковий поділ за допомогою швидких нейтронів, а запізнілі нейтрони потім збільшать потужність. Будь-яка реактивність вище 0 доларів є надкритичною, і потужність зростатиме експоненціально, але між 0 і 1 доларів зростання потужності буде досить повільним, щоб ним легко та безпечно керувати за допомогою механічних стрижнів керування, оскільки ланцюгова реакція частково залежить від запізнілих нейтронів. Таким чином, енергетичний реактор, що працює в стаціонарному режимі (постійна потужність), матиме середню реактивність $0 з невеликими коливаннями вище і нижче цього значення.
Реактивність також може бути виражена у відносних термінах, наприклад «на 5 центів вище критичної швидкості».

## Історія
За словами Елвіна Вайнберга та Юджина Вігнера, Луїс Слотін був першим, хто запропонував назву «долар» для інтервалу реактивності між ледь критичною та швидкою критичністю та «центи» для десяткової частки долара.